# Alfuzosine
L'alfuzosine est un médicament alpha1-bloquant (de la famille des alpha-bloquant) qui est le générique du XATRAL.  
Il lutte contre la contraction des voies urinaires et est utilisé dans le traitement des symptômes modérés à sévères de l'Hypertrophie bénigne de la prostate.
Il provoque fréquemment de violents malaises par chute de la pression artérielle lors du passage de la position couchée à la position debout , des étourdissements ainsi que des sensations de fatigue intense

## Stéréochimie
L'alfuzosine contient un stéréocentre et est donc chirale. Il existe deux formes énantiomériques, ( R )-alfuzosine et ( S )-alfuzosine. Pratiquement, il s'agit d'un racémique c'est-à-dire un mélange 1:1 des deux énantiomères  :
| Énantiomères d'alfuzosine | Énantiomères d'alfuzosine |
| ------------------------- | ------------------------- |
| CAS-Nr.: 123739-69-5      | CAS-Nr.: 123739-70-8      |